# Информационна система за вътрешния пазар
Информационната система за вътрешния пазар (IMI) е компютърно-базирана информационна система, която свързва обществените звена в Европейския съюз.
Тя е разработена от Европейската комисия в сътрудничество със страните-членки на ЕС, за да подпомогне трансграничното административно сътрудничество. Информационната система за вътрешния пазар (IMI) позволява на публичната администрация на национално, регионално и местно ниво да идентифицира техните съответни сътрудници в други страни с цел плодотворен обмен на информация. Предварително подготвени преводи на въпроси и отговори, както и средства за електронен превод правят възможна употребата на техния роден език за осъществяване на тази комуникация.

## Основна информация
Законодателството, свързано с вътрешния пазар на Европейския съюз, задължава компетентните служби на страните-членки да сътрудничат на техните трансгранични партньори, предоставяйки им нужната информация. Част от законовата рамка изисква консултация между страните-членски и Европейската Комисия (като, например, известяването за специфични национални мерки, взети при прилагането на закона на ЕС. IMI е създаден, за да подпомага ежедневната обмяна на информация.
IMI започва да работи пред февруари 2008. Развитието и поддържането на системата е финансирано по програма 'Оперативно подпомагане, чрез предоставяне на решения за Европейската публична администрация от юли 2010. ISA продължава започнатото по програма IDABC program, която изначално финансира IMI и приключва в края на 31 декември 2009 г.
IMI е едно от ръководните средства на единния пазар. Други подобни средства са Вашата Европа, Вашата Европа – съвети, SOLVIT и Единни звена за контакт.
IMI прилага метода на „собствен дизайн“ – интегрирайки специално разработена система, осигуряваща и защита на личните данни при всички етапи на дизайна на IMI, който е разработен след консултация с Европейския надзорен орган по защита на данните.

## Основни звена
IMI се прилага по децентрализирана схема, следователно практическото прилагане на IMI остава отговорност на отделните държави членки. Има няколко основни звена, които играят определяща роля в системата на IMI.

### Компетентни власти
Компетентните власти са крайните потребители на IMI. Те са обществени служби, които носят отговорността да се занимават с конкретни елементи от прилагане законодателството на вътрешния пазар. Те могат да работят на национално, регионално или локално ниво.

### IMI Координатори
Съществува единен IMI координатор за всяка страна-членка, обикновено разположена в едно от националните министерства. Тяхната задача е да подсигурят безпроблемната работа на IMI в съответната страна. IMI координаторите могат да делегират част от своите отговорности на допълнителни координатори, които да са отговорни за конкретна законодателна област, например, в зависимост от структурата на администрацията на държавата членка.

### Европейска комисия
Европейска комисия е отговорна за поддръжката и разработването на това средство, услугите, свързани с разрешаване проблеми при работата с него, както и за организиране на обучения за използването му. Тя, също така, е отговорна за управлението и поддръжката на мрежата от IMI координатори, промотирането на допълнителни функции на IMI, както и докладване за функционирането на системата.

## IMI начин на работа
IMI предполага няколко различни начина на работа в зависимост от различните типове административно сътрудничество сред държавите членки на Европейската икономическа зона.

### Заявки за информация
Когато компетентните власти се нуждаят от информация от съответното звено в друга държава, те могат да изпратят запитван. Този обменен механизъм използва лист от предварително преведени въпроси и отговори, достъпни на всички официални езици на ЕС. Възможно е също така да се прикачи нужният документ. Единствено компетентните власти, които имат директна връзка с обмяната на информация, имат достъп до съответното съдържание. Практически пример за обмен на информация е запитване на немски учител, които иска да продължи своята работа в Португалия. Властите в Португалия трябва да заверят автентичността на неговата сканирана диплома. В този случай те могат да използват IMI, изпращайки информационно запитване то партньорската институция в Германия. Тя може да приеме запитването и да изпрати отговор обратно на властите в Португалия. Благодарение на предварително преведените въпроси и отговори и двете институции могат да комуникират на собствения си език.

### Известия
Известията се основават на обмяна на информация от един към много потребители, където властите могат да известяват една или повече компетентни власти и/или Европейската Комисия. Директивата за услуги в Общия пазар, например, изисква всяка държава членка да уведомява всички останали при възможна заплаха за здравето и безопасността на хората или околната среда, причинена от предоставяне на услуги.

### Информационни хранилища
Информационните хранилища на IMI са бази данни, съдържащи специфична информация за конкретни политически области. Пример за подобно хранилище е директорията, съдържаща съответните регистри, поддържана от компетентните служби в Европейската Икономическа Зона. Тази директория е снабдена с многоезикова търсачка. Съдържанието на това хранилище може да бъде достъпно или за групи от компетентни власт с ограничен достъп или от всички IMI потребители.

## Законова база
IMI се използва на територията на всички Страни Членски на Европейската Икономическа зона за административно сътрудничество, изискано от Директивата за Признаване на Професионалната Квалификация (2005/36/EC), част от Директивата за Услугите на Вътрешния Пазар (2006/123/EC) и на пробна база – според следването на Директивата за работници. Очаква се системата да започне да функционира и за още законови области, като например се очаква да покрие Наредбата за транс-граничен транспорт на евро в брой между Страни членски на Еврозоната, както и Директивата за правата на пациентите при транс-гранично лечение.
IMI цели да се превърне гъвкав инструмент за сътрудничество между администрациите, подпомагайки за подобряване ръководството на Вътрешния Пазар.
Наредбата за Информационната система за вътрешния пазар, която влезе в сила през декември 2012 е закон на ЕС, установяващ разбираема законова рамка за Информационната система за вътрешния пазар (IMI). Тя предоставя изчервателно всички правила за работата с лични данни, достъпни в IMI и предписва метод за бъдещо доразвиване на IMI за други политически сфери.